# Anna van Oldenburg

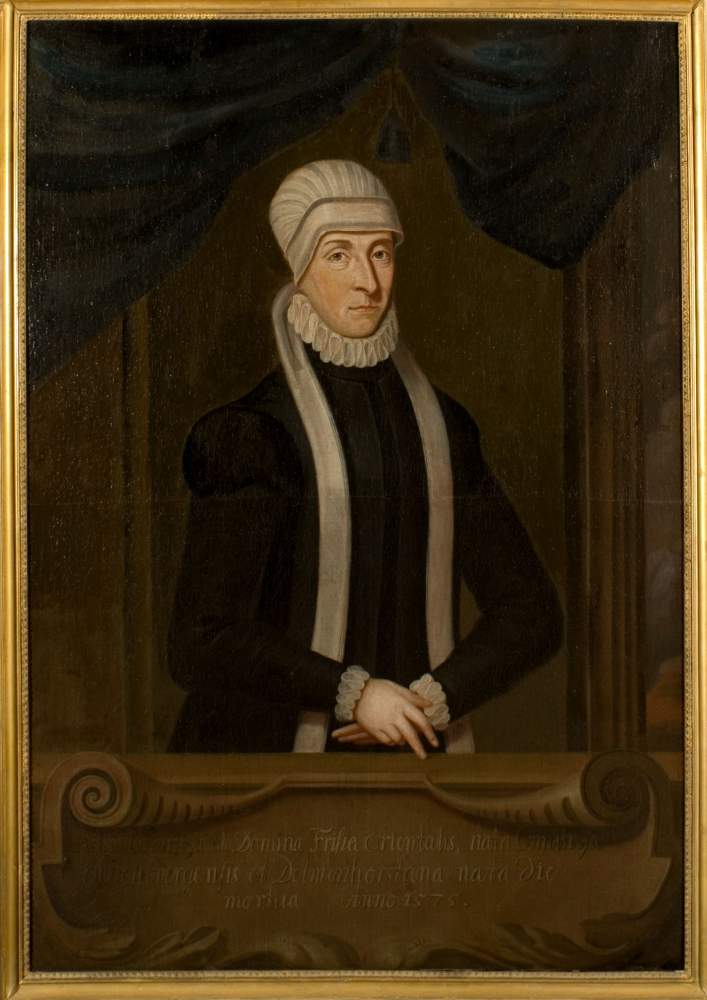
Anna van Oldenburg - postuum portret uit de 18e eeuw

Anna van Oldenburg (Oldenburg, 14 november 1501 - Greetsiel, 10 november 1575) was een Duitse adellijke vrouw uit het huis Oldenburg en door haar huwelijk gravin van Oost-Friesland. Van 1540 tot 1558 was zij regentes voor haar minderjarige zoons. Haar regering werd gekenmerkt door zowel loyaliteit aan keizer Karel V als door religieuze tolerantie. Onder haar bewind werd het landsbestuur efficiënter ingericht en werden er maatregelen genomen om de handel te stimuleren. Haar besluit om Oost-Friesland op te delen onder haar drie zoons leidde tot jarenlange interne conflicten. 

## Jeugd en huwelijk
Anna van Oldenburg was de dochter van graaf Johannes XIV van Oldenburg en Anna van Anhalt-Zerbst. Zij bracht een deel van haar jeugd door aan het hof van de keurvorsten van Brandenburg in Cölln. Zij trouwde op 6 maart 1530 met graaf Enno II van Oost-Friesland uit het huis Cirksena. Er waren altijd veel spanningen geweest tussen Oost-Friesland en het buurland Oldenburg; het huwelijk markeerde het einde van de territoriale conflicten tussen de beide graafschappen.

## Regentes
Na de dood van haar man in 1540 werd zij regentes voor haar minderjarige zoons. Anna had weinig politieke ervaring en was niet voorbereid op het regentschap. Haar regentschap werd aangevochten door haar zwager Johan van Oost-Friesland. Anna zocht steun bij de Staten in haar streven om de heerschappij over Oost-Friesland veilig te stellen voor haar minderjarige zoons en de dynastie Cirksena. Ook was ze tijdens haar regentschap afhankelijk van de loyaliteit van de Oost-Friese adel.  
Tijdens haar regentschap kreeg ze te maken met de machtsstrijd tussen keizer Karel V, de adel en de opkomende burgerij, en daarnaast ook met de godsdienstige spanningen die een gevolg waren van de Reformatie. Anna voerde een beleid dat loyaal was naar de keizer; ze introduceerde echter ook als een van de eerste vorsten wat betreft godsdienst een vrij neutraal beleid, vooral om binnenlandse spanningen te voorkomen. Zij was zelf overtuigd calvinist maar was tolerant naar andere geloofsrichtingen en liet uit Polen, Engeland en Nederland gevluchte protestanten van alle gezindten toe in Oost-Friesland.    
Ze bleef neutraal in de Schmalkaldische Oorlog die van 1546 tot 1547 werd gevoerd tussen Karel V en de Schmalkaldische Bond, een alliantie van protestantse vorsten en steden in het Heilige Roomse Rijk. Ondanks deze neutraliteit liet de keizer op 23 augustus 1548 in Emden het Interim van Augsburg publiceren; dit was een keizerlijk decreet dat de plaatselijke protestanten opdroeg om de katholieke gebruiken opnieuw te aanvaarden. Hoewel  Anna hiertegen protesteerde bleef het Interim van kracht, zij het in een speciaal voor Oost-Friesland aangepaste afgezwakte vorm. Om loyaal te blijven aan de keizer liet Anna kerken sluiten als er plaatselijk veel verzet was tegen het interim. Pas na de totstandkoming van het Verdrag van Passau in 1552 werd het Interim ingetrokken en keerde de godsdienstvrijheid terug.
Anna van Oldenburg hervormde het bestuur in Oost-Friesland en benoemde ervaren juristen en bestuurders in hoge functies. Tot haar belangrijkste regeringsdaden behoren het invoeren van een voor die tijd zeer degelijke politieverordening (1545) en verbeterd onderhoud van de dijken. Ze sloot een verdrag met koning Gustaaf I van Zweden om de handel tussen Zweden en Oost-Friesland te bevorderen en onderhandelde met succes met de Schotten om Oost-Friese schepen te beschermen tegen Schotse kapers. Tijdens haar bewind werden de kloosters gesloten en hun bezittingen verbeurd verklaard. Desondanks stegen de staatsschulden. 

## Na het regentschap

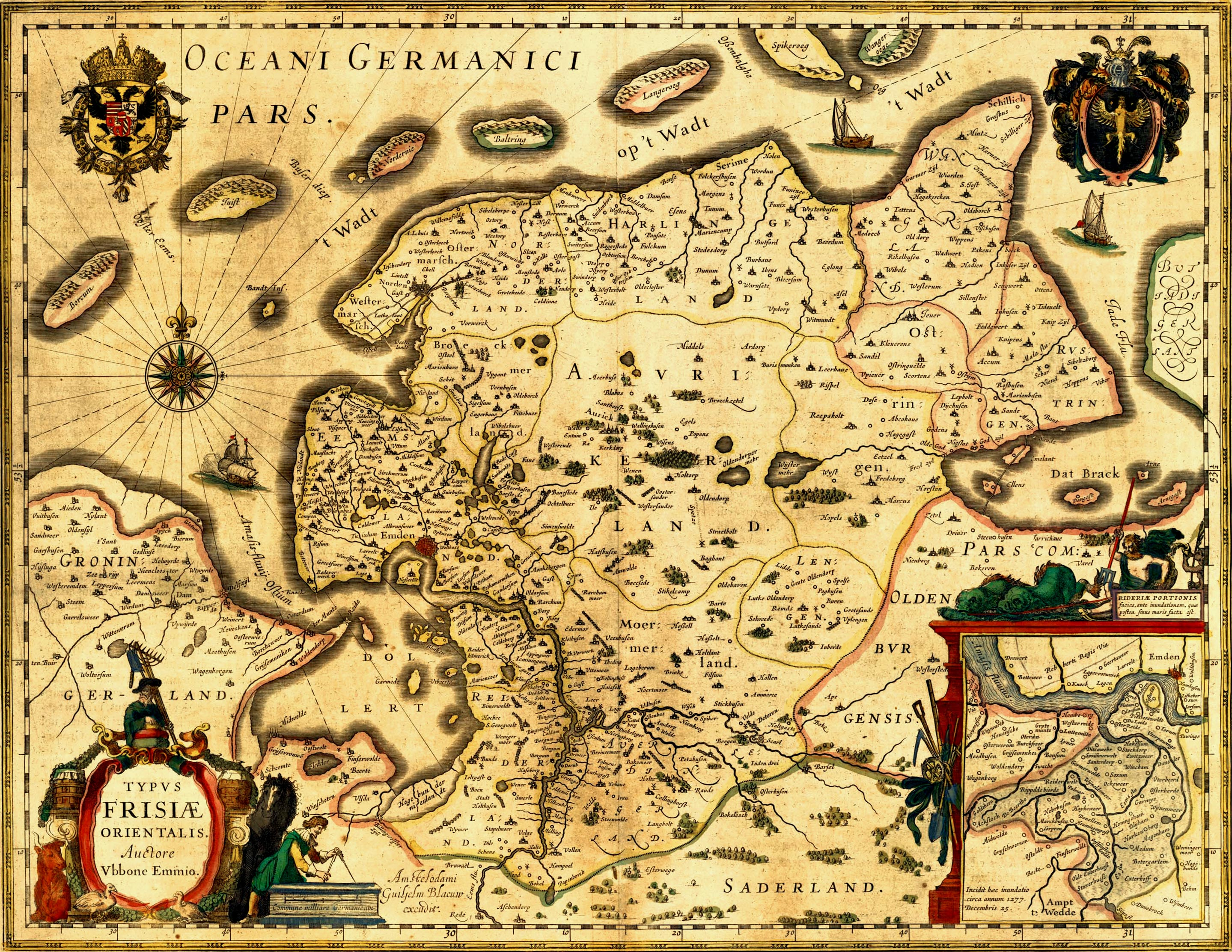
Kaart van Oost-Friesland

Haar besluit in 1558 om het in Oost-Friesland gangbare eerstgeboorterecht te negeren en haar drie zoons door de keizer tot leenmannen van delen van Oost-Friesland te laten benoemen had negatieve gevolgen. Na het overlijden van haar tweede zoon Christoffel ontstond er een decennia durend conflict tussen de overlevende broers Edzard en Johan. Het vermoeden bestaat dat Anna van Oldenburg godsdiensttwisten wilde voorkomen door het territorium te verdelen tussen de lutheraanse Edzard en de calvinistische Johan.
Na haar regentschap vestigde Anna van Oldenburg zich in Greetsiel. Tot haar dood bleef ze invloed houden op het bestuur van Oost-Friesland; ze trachtte met weinig succes te bemiddelen in de conflicten tussen haar zoons. Zij stierf in 1575 en is begraven in Emden.

## Kinderen
- Elisabeth, 10 januari 1531 - 6 september 1555,  getrouwd met Johan van Schaumburg-Pinneberg
- Edzard II van Oost-Friesland. 24 juni 1532 - 1 september 1599, getrouwd met Catharina van Zweden
- Hedwig, 29 juni 1535 - 4 november 1616, getrouwd met Otto II van Brunswijk-Harburg
- Anna, 3 januari 1534 - 20 mei 1552
- Christoffel van Oost-Friesland,  8 oktober 1536 - 29 september 1566
- Johan II van Oost-Friesland, 20 september 1538 - 29 september 1591.